# Абдессалам, Белаид
Белаид Абдессалам (20 июля 1928 — 27 июня 2020) — государственный и политический деятель Алжира. С 1992 по 1993 год занимал должность премьер-министра страны.

## Биография
Родился 1 декабря 1928 года в алжирском городе Сетифе. Окончил факультет медицины в университете французского города Гренобля. С 1951 по 1953 год был президентом Ассоциации мусульманских студентов из Северной Африки во Франции. В 1955 году присоединился к Фронту национального освобождения Алжира. В 1958 году сотрудничал с министерством культуры Временного правительства Алжирской Республики.
С 1961 по 1962 года был заместителем по экономическим вопросам Бенюсефа Бенхедды (главы переходного правительства Алжирской Республики). С 1964 по 1966 год занимал должность генерального директора компании Sonatrach. C 1965 по 1977 год был министром промышленности и энергетики. С 1977 по 1979 год — министр лёгкой промышленности. С 1979 по 1980 год член политбюро Фронта национального освобождения Алжира.
С 8 июля 1992 по 21 августа 1993 года занимал должность премьер-министра Алжира. В апреле 1999 года предпринял попытку участвовать в президентских выборах в качестве независимого кандидата, но не смог собрать 75000 подписей необходимых для допуска к участию в выборной кампании. Является автором книги «Le gaz algérien: stratégies et enjeux».